# УТТЗ-6242
УТТЗ-6242 — проект низкопольного троллейбуса марки «Горожанин» с увеличенным запасом автономного хода Уфимского трамвайно-троллейбусного завода, который планируется поставить до конца августа 2022 года по офсетному контракту с Правительством Республики Башкортостан на 1 млрд рублей в количестве 45 штук.

## История
УТТЗ-6242 — низкопольный троллейбус марки «Горожанин» с увеличенным запасом автономного хода. Выпускается на Уфимском трамвайно-троллейбусном заводе, который планировалось поставить до конца августа 2022 года по офсетному контракту с Правительством Республики Башкортостан на 1 млрд рублей в количестве 45 штук для Уфы и Стерлитамака.

## Описание
Возможность автономного хода за счёт дополнительных аккумуляторов — до 30 км без подключения к контактной сети. Расчётный срок службы аккумуляторов — семь лет. Стоимость троллейбуса — 22,5 млн рублей.